# Muna Moto
Pour plus de détails, voir Fiche technique et Distribution.
Muna Moto (L'Enfant de l'autre) est un film camerounais réalisé par Jean-Pierre Dikongué Pipa, sorti en 1976.
Le film suit Ngando, un jeune villageois, qui aime Ndomé à laquelle il est fiancé. Le mariage est impossible car il ne peut réunir la dot. Il sollicite son riche oncle mais celui-ci convoite Ndomé pour en faire sa cinquième épouse car aucune ne lui a donné un enfant.

## Synopsis
Au Cameroun, une fête traditionnelle, le Ngongo, a lieu à Douala. Dans la foule, un jeune homme, Ngando, recherche une jeune femme qu'il finit par trouver. Ils se connaissent. Il s'approche d'elle, prend la petite fille qu'elle tient dans ses bras puis s'enfuit avec elle. La femme le poursuit en criant. De nombreux participants l'aident à rattraper Ngando, qui se retrouve pris au piège dans un endroit sans issue. La jeune femme lui fait face. Commence alors un long flash back.
Le retour en arrière démarre lors d'une réunion traditionnelle consacrée au futur mariage de Ndomé, une jeune fille de Douala. Ngando est son principal prétendant. Il est orphelin de père et exerce le métier de pêcheur, mais son activité lui rapporte tout juste de quoi vivre car les bateaux des Blancs, mieux équipés que le sien, tarissent l'océan de son abondance. Ngando a néanmoins un oncle riche, dont il espère une aide pour payer la dot du mariage.
L'oncle en question a déjà quatre femmes mais aucun enfant. Considérant que chacune est stérile, il recherche une cinquième épouse susceptible de lui donner une descendance. Ngando lui présente Ndomé dans l'espoir d'obtenir sa bénédiction pour leur union, mais son oncle a d'autres idées en tête car la jeune fille lui plaît. Un geste déplacé de sa part lui vaut une gifle de Ndomé : l'oncle en fait une raison pour refuser de financer le mariage de son neveu. Ngando n'a d'autre choix que de travailler dur pour essayer de rassembler la somme nécessaire. « Je t'attendrai toute la vie » le rassure-t-elle. « On s'en fout de l'argent de ton oncle ». Les pensées du jeune homme sont traduites en voix off : « Mon oncle est con, les parents de Ndomé sont cons, et plus cons encore ceux qui ont inventé la coutume de la dot, sans oublier ceux qui l'acceptent. Je suis con moi-même parce que je ne peux pas changer cela ».
L'oncle de Ngando veut en réalité faire de Ndomé sa propre femme, car il voit en elle l'opportunité d'avoir un enfant. Il propose à son neveu de nombreux cadeaux en échange de la jeune femme, mais Ngando refuse. L'oncle finit par négocier directement avec le père de Ndomé pour acheter la jeune fille. Le marché est conclu mais Ndomé refuse le sort qui lui est destiné. Elle retrouve Ngando et lui expose son idée : si jeune homme la met enceinte, elle ne sera plus vierge et perdra sa valeur auprès des autres hommes. L'oncle ne voudra plus d'elle et son père acceptera une dot plus faible de la part de Ngando. Le plan est mis à exécution. Mais lorsque Ndomé avoue plus tard à sa mère qu'elle est enceinte, celle-ci panique et accélère les préparatifs du mariage. Ndomé, à qui on ne laisse plus le choix, devient ainsi sa cinquième épouse de l'oncle de Ngando.
Quelques mois plus tard, l'enfant naît. Ngando voit encore Ndomé puisque celle-ci vit dans la case de son oncle, mais rien n'est plus comme avant. Malgré son malheur, Ngando reste attaché à sa fille. Il lui achète un jour des souliers, ce qui déclenche une querelle avec son oncle. Ndomé avoue alors à son mari que l'enfant n'est pas le sien. Peu après, elle propose à Ngando de fuir du village avec leur fille. Ngando accepte, mais des hommes de main de son oncle les arrêtent et ramènent Ndomé à son mari.
Retour au temps présent. Ngando tient toujours sa fille dans les bras en faisant face à Ndomé, qui ne sait quoi faire. Un policier arrive, arrête le jeune homme et le conduit au palais de justice dont il ressort menotté pour être incarcéré à la prison centrale de Douala.

## Production
Jean-Pierre Dikongué Pipa part pour ce film des « sensations et émotions qui étaient en moi, les souvenirs que j'avais gardés de chez moi ». Il rédige un premier projet, intitulé Le Banc de sable, « une simple histoire d'amour », et va voir des producteurs français qui ont tous « estimé risqué de mettre de l'argent sur un jeune réalisateur inconnu ». « De surcroît, ajoute-t-il, j'étais à cette époque d'une maigreur qui ne concourrait pas à inspirer confiance ».
Dikongué Pipa rencontre alors Jean-René Debrix, qui dirige le Bureau du Cinéma au ministère de la Coopération et lui demande d'étoffer davantage le scénario qui aura huit versions. Debrix lui confie alors de la pellicule noir-et-blanc pour « filmer quelque chose, n'importe quoi, pourvu que je lui ramène des images qui lui permettraient de voir tout de suite ce que j'entendais par cinéma ». Il achète une caméra 16 mm avec ses économies et tourne en 1965-1966 trois courts-métrages qui ont convaincu Debrix.
De retour au Cameroun en 1966, Dikongué Pipa cherche à se faire financer par le service du cinéma mais propose un budget de 100 millions de FCFA, trop élevé. Le projet reste en sommeil plusieurs années où il se consacre au théâtre jusqu'à ce qu'il arrive à réaliser le film avec une aide financière de 30 000 nouveaux francs du ministère français de la Coopération en échange des droits non-commerciaux et un prêt du Centre Audiovisuel International (CAI), et en utilisant une caméra 16 mm prêtée par le Centre culturel français pour lequel il travaille comme animateur à Douala. En raison du manque de budget, le tournage prend neuf mois et il doit changer d'opérateur. Les scènes sont tournées sans clap de début pour les repérer et il y a une panne de magnétophone, si bien qu'une grande partie des rushes est enregistrée sans son ni parole, et que le son existant ne se trouve nulle part synchrone. Trois monteuses déclarent forfait, jugeant le film "inmontable". C'est alors Andrée Davanture qui s'en charge. « J'ai toujours dit que le film Muna moto appartient à deux personnes, Dikongué Pipa et Andrée Davanture », déclare le réalisateur. Les textes sont réécrits par Dikongué Pipa puis réenregistrés six mois plus tard et entièrement mixés et resynchronisés à la table de montage, sans que cela soit finalement perceptible.
Pour ce film, Jean-Pierre Dikongué Pipa reprend les comédiens qu'il avait dirigés au théâtre et joue lui-même un officier de police. Tous acceptent de jouer sans rémunération, un paiement n'étant prévu que si le film a des recettes. Son intention n'est pas idéologique mais « sortie des tripes », dit-il, contre la déviance qui « détourne le couple de sa fonction primaire », la dot étant « devenue une corruption » et non plus un cadeau, contrairement au principe traditionnel douala « un plus un font un, deux familles deviennent une famille ».

## Fiche technique
- Titre original : Muna Moto
- Réalisation : Jean-Pierre Dikongué Pipa
- Assistant-réalisateur : Manfred Ngom
- Production : Cameroon Spectacles
- Montage : Andrée Davanture, Dominique Saint-Cyr, Jules Takam
- Musique : A.G.A'Styl, chansons Georges Anderson
- Son : Ambroise Ayongo
- Format : B/N
- Langues : français, douala, basaa
- Durée : 89 minutes
- Date de sortie : 
  -  France : 26 mai 1976

## Distribution
- David Endene
- Arlette Din Bell
- Jeanne Mvondo
- Philippe Abia
- Jeacky Kingue
- Gisèle Dikongue-Pipa (l'enfant)
- Esther Mwembe
- Catherine Biboum
- Justine Sengue
- Samuel Baongla
- Avec ma participation de : les Ballets bantous de Jimmy Nelle Eyoum et le Negro-Styl, l'Union des danses traditionnelles

## Festivals
- Amakula Kampala International Film Festival, Uganda (2011)
- 15.º NYAFF - New York African Film Festival, E.U.A. (2008)
- São Paulo International Film Festival, Brèsil

## Distinctions
- Étalon de Yennenga au FESPACO 1976
- Tanit d'argent aux Journées cinématographiques de Carthage, Tunis (1976)
- Grand Prix au Festival International du Film de l'Ensemble Francophone, Suisse (1975)
- Prix Georges-Sadoul, France (1975)
- Sélection officielle à la Mostra de Venise, Italie (1975)